# Бернштейн, Михаил Давидович (литературовед)
Михаил Давидович Бернште́йн (укр. Михайло Давидович Бернштейн, 1911—2002) — украинский советский литературовед. Автор трудов по истории украинской литературы, критики и журналистики. Доктор филологических наук, профессор.

## Биография
Родился 3 ноября 1911 года в селе Большой Токмак (ныне город Токмак, Запорожская область, Украина). В области шевченковедения разрабатывал проблемы текстологии («Литературно-текстологический анализ поэмы „Гайдамаки“ Т. Г. Шевченко», 1939, «Некоторые вопросы текстологии ранних произведений Т. Г. Шевченко», 1973), связей поэта с русской литературой («Шевченко и русская литература», 1947). Весомым вкладом в развитие украинского литературоведения стали его труды «„Основа“ и украинский литературный процесс 50—60-х годов XIX веков» (Киев, 1959) и «Украинская журналистика 70—90-х годов XIX века». (Киев, 1960), а также «Франко и Шевченко» (Киев, 1984). Вся научная деятельность ученого была связана с Институтом литературы имени Т. Г. Шевченко АН УССР, которому он отдал более 60 лет жизни. В составе его коллектива принял участие в подготовке 50-томного издания сочинений И. Я. Франко — возглавил текстологическую комиссию и был редактором ряда томов этого издания.
Ушел из жизни 7 декабря 2002 года.

## Награды и премии
- Государственная премия УССР имени Т. Г. Шевченко (1988) — за разработку научных принципов, составление, подготовку текстов и комментарии собрания сочинений И. Я. Франко в 50 томах